# Couvent Saint-Paul de Thiviers

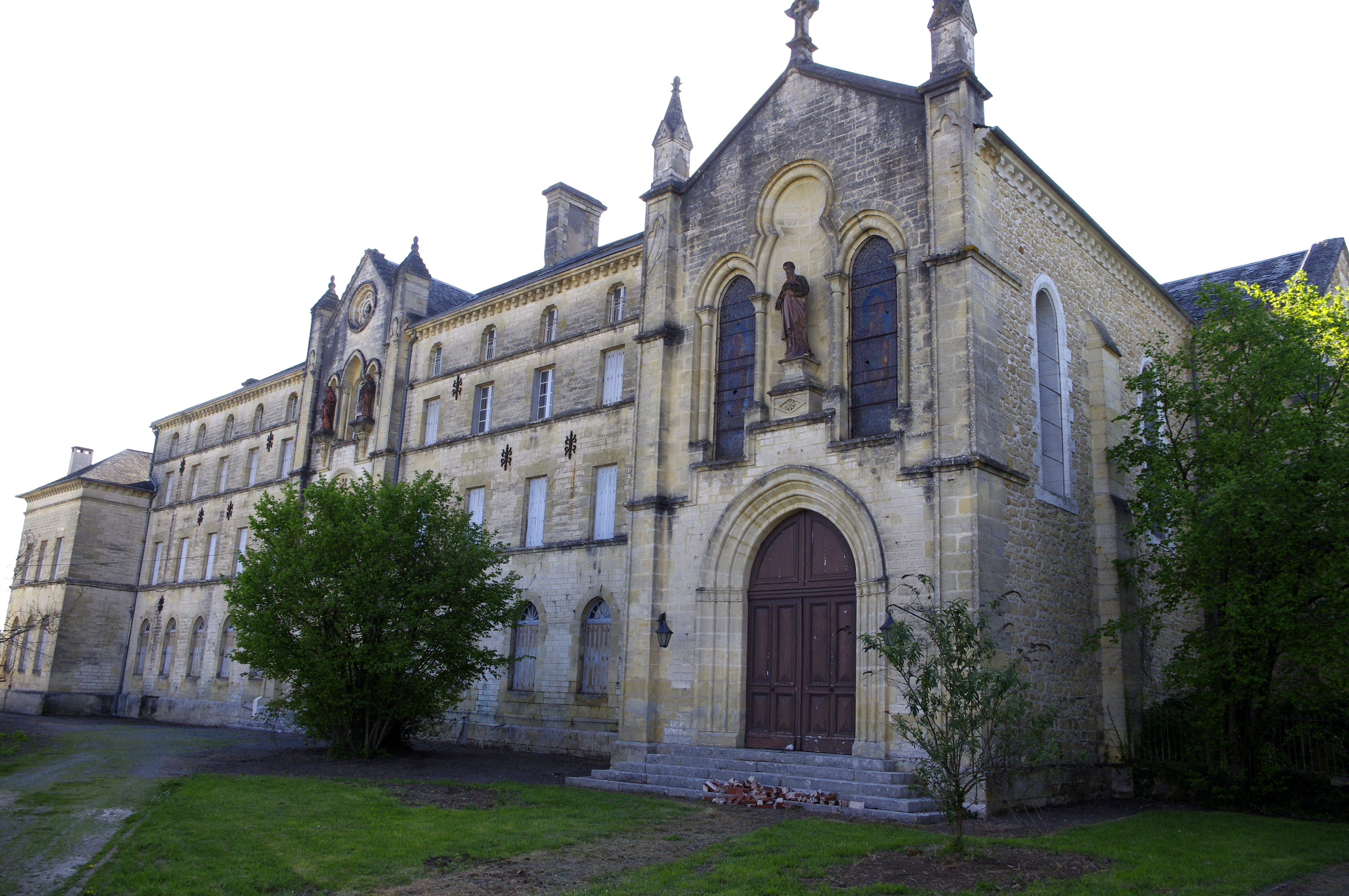
Façade du couvent encore non restaurée en 2014.

Le couvent Saint-Paul est un ancien couvent situé à Thiviers en Dordogne. Il a été fondé comme orphelinat et maison d'éducation pour jeunes filles. Depuis 2019, c'est un centre de retraites spirituelles dirigé par l'abbé Aulagnier.

## Histoire et description

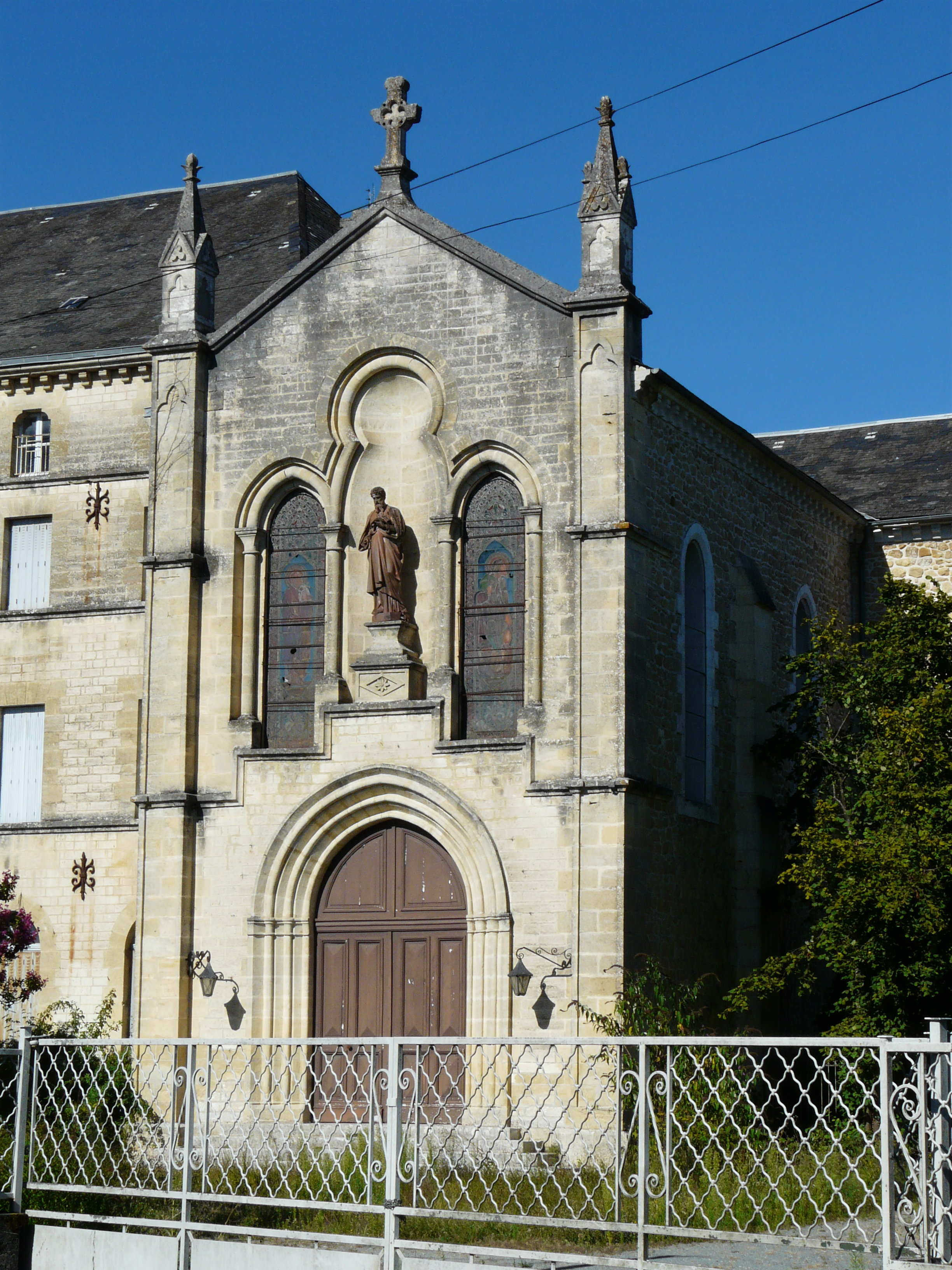
Détail de la façade et entrée de la chapelle du Sacré-Cœur, avant restauration.

Le couvent situé rue Bertran de Born (départementale 707), aux portes du parc régional naturel Périgord-Limousin, dans le Périgord vert, est fondé en 1870 par Mlle Augustine Faure (1826-1880), fille d'un avocat de Thiviers. Elle fait appel aux sœurs du Saint-Cœur de Marie, venue de Treignac, qui y ouvrent un orphelinat, externat et pensionnat de jeunes filles ; mais elles sont expulsées par les lois anticongrégationistes de 1901. Pendant la guerre de 1914-1918, il est transformé en hôpital militaire pour 220 blessés,,, soignés par les sœurs de la Croix de Lavaur, puis il reprend sa fonction originelle avec les sœurs de Lavaur qui fusionneront avec d'autres communautés pour former en 1976 la congrégation des Sœurs du Christ. Le couvent-pensionnat ferme dans les années 1980 et les religieuses s'installent dans une autre maison du bourg. Quelques années plus tard, le couvent est converti en centre médico-social toujours propriété des sœurs; mais trop onéreux à entretenir, les religieuses le cèdent en 1991 pour un franc symbolique à l'association « Partage » qui s'occupe de chômeurs et de diverses activités. L'association est liquidée en 1999 et l'édifice reste de longues années à l'abandon. Il est squatté et même incendié. En 2012, il est acheté par un promoteur immobilier pour le transformer en hôtel de luxe ; mais à cause du manque de visibilité du projet, celui-ci est à nouveau abandonné.
Le couvent est finalement vendu en juin 2019 à l'abbé Aulagnier qui procède à sa rénovation partielle. La chapelle du Sacré-Cœur (consacrée en 1873) est restaurée en premier ainsi qu'une quinzaine de chambres pour accueillir des retraitants. En effet l'ancien couvent doit accueillir des retraitants et des pré-séminaristes en formation, ainsi que des pèlerins en chemin vers Saint-Jacques-de-Compostelle. Le culte y est célébré en latin, selon le charisme de l'institut.
Cet édifice néoroman dans le style périgourdin présente au milieu de la façade, au-dessus de la porte d'entrée de l'ancien couvent, les statues de Marie montrant son Cœur Immaculé et celle de Jésus montrant son Sacré-Cœur. À droite de l'édifice rectangulaire se trouve la chapelle - dédiée au Sacré-Cœur - en forme de croix latine. Cette grande chapelle de deux travées montre dans une niche au-dessus du portail néoroman voussuré en arc brisé, la statue de l'apôtre Paul. Le pignon est surmonté d'une croix et les deux côtés d'un pinacle. Les vitraux sont de la fin du XIXe siècle. Le chevet plat de cette chapelle est éclairé d'une triple baie dont les vitraux représentent au centre le Sacré-Cœur, à gauche saint Pierre avec sa clef, et à droite saint Paul avec son épée, restaurés en 2020.

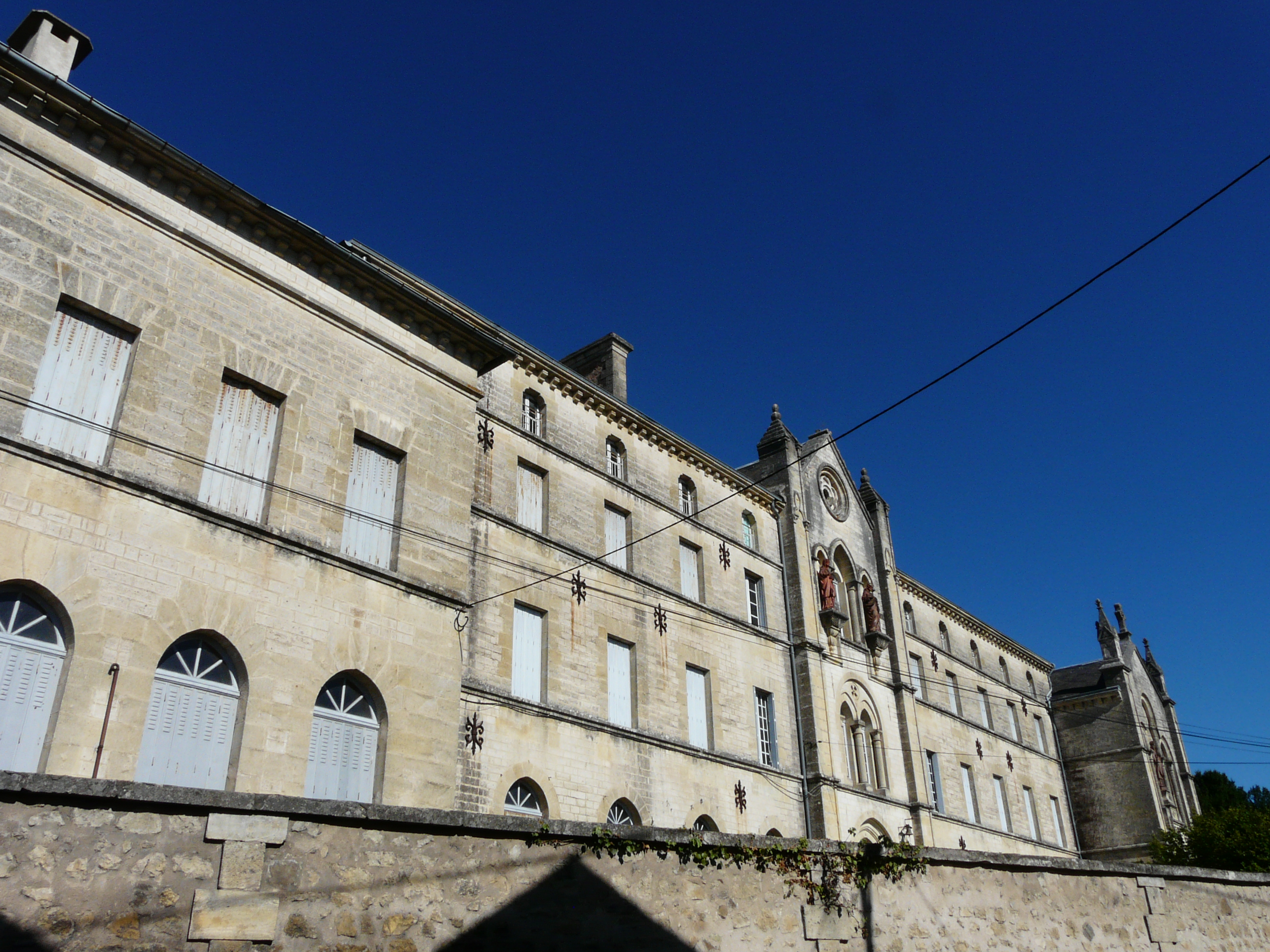
Façade sur la rue.
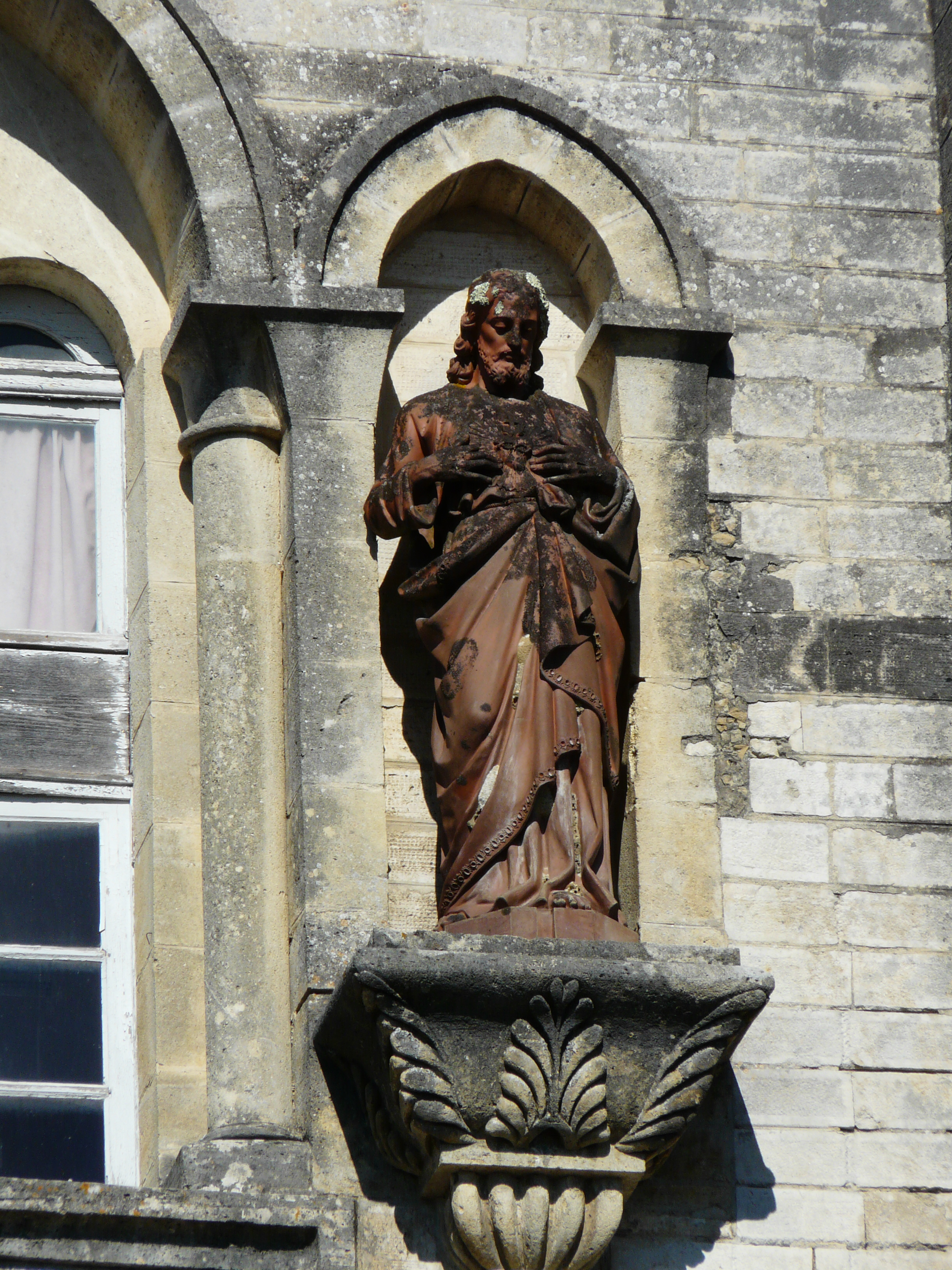
Statue du Sacré-Cœur.
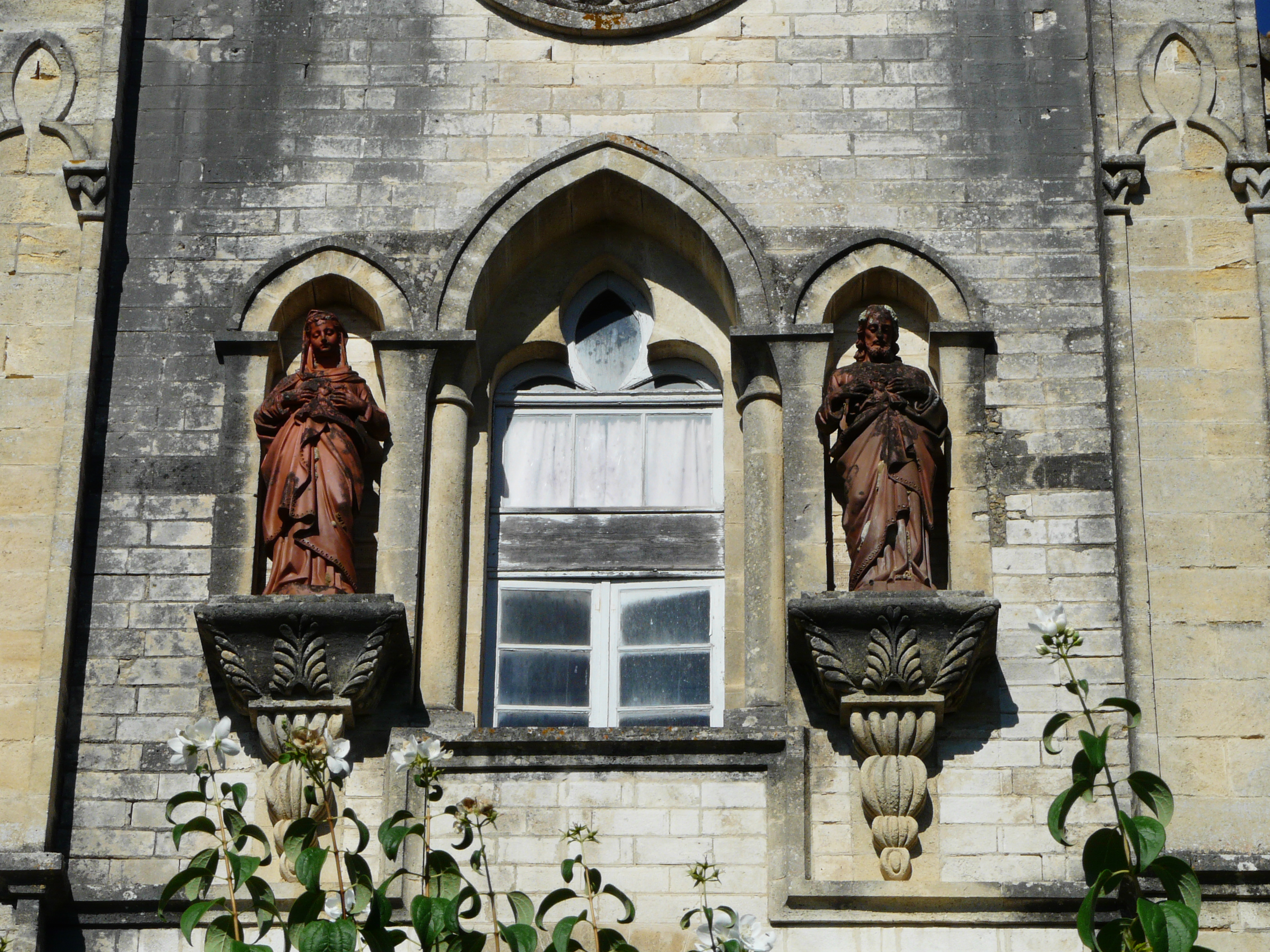
Détail du milieu de la façade, avec statues du Cœur Immaculé de Marie et du Sacré-Cœur.
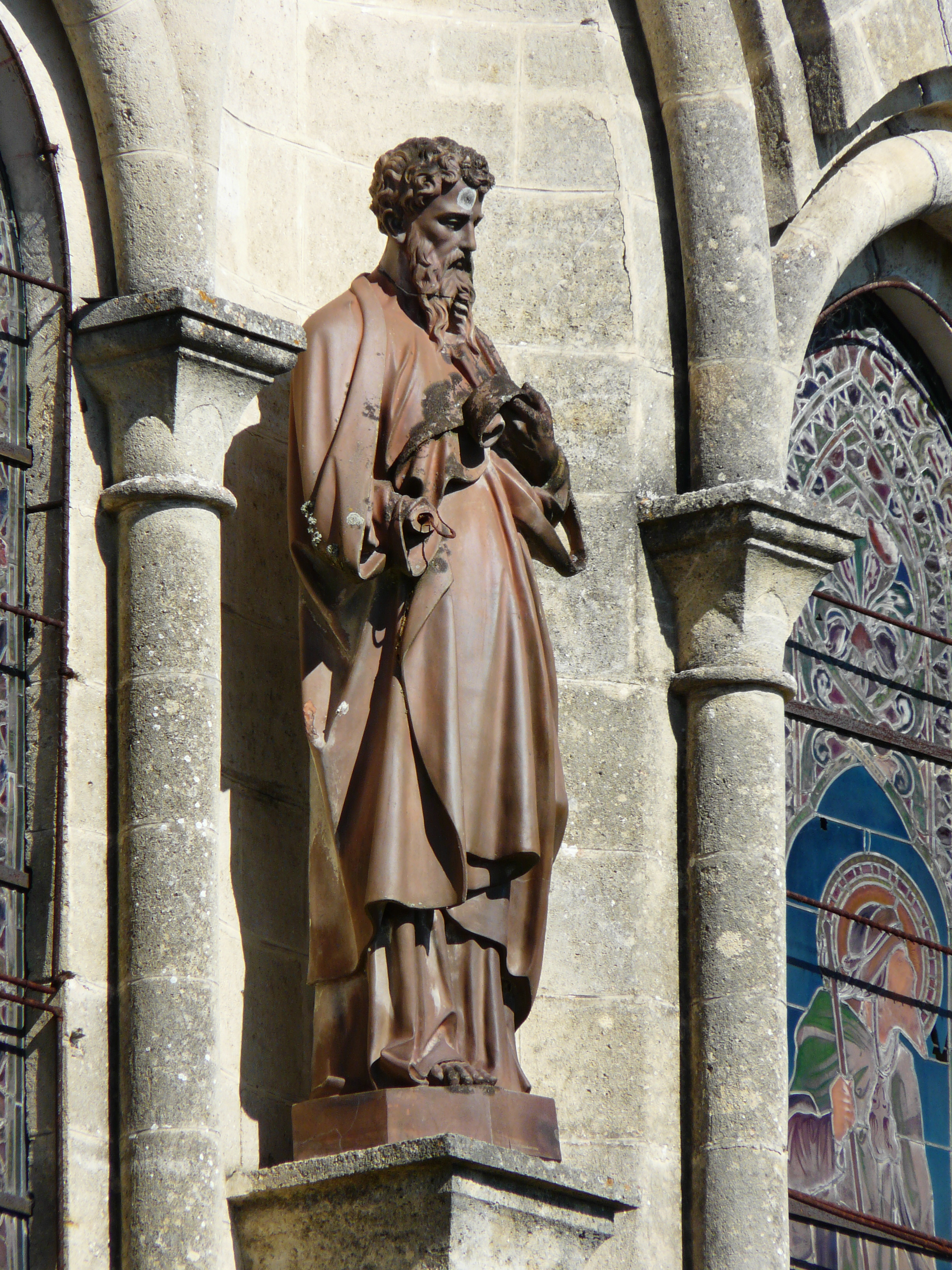
Statue de saint Paul.
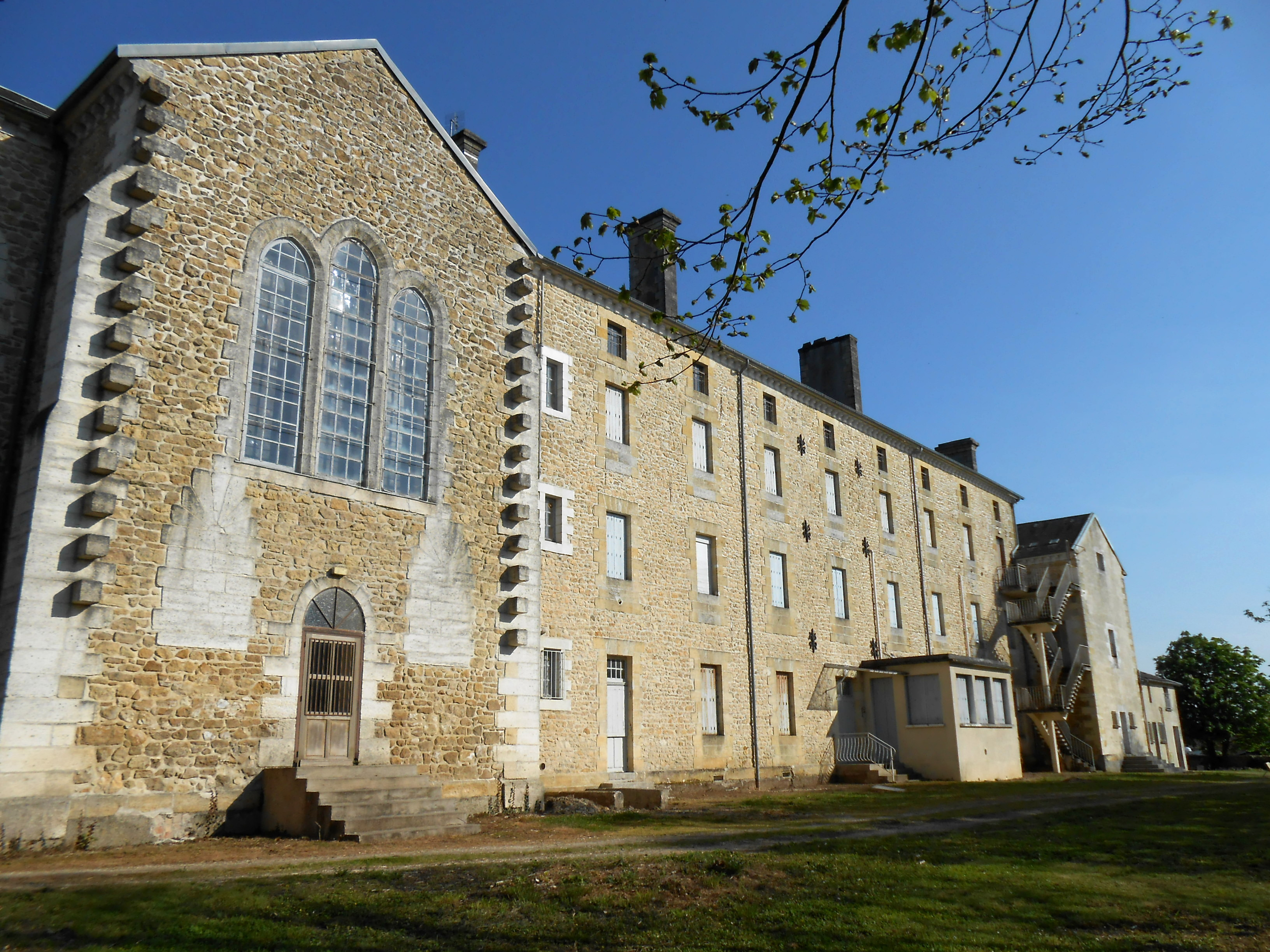
Façade arrière avant restauration.